# Giuseppe Marzari-Pencati
Conde Giuseppe Marzari-Pencati ( * 1779 - 1836 ) fue un noble, geólogo, matemático, y botánico italiano.

## Algunas publicaciones

### Libros
- 1806. Corsa pel bacino del Rodano e per la Liguria d'Occidente: divisa in sei sezioni .... Ed. Paroni. 174 pp.en línea
- 1811. Descrizione del tachigonimetro nuovo stromento geodetico: Con tav. in rame. Ed. Sonzogno. 73 pp.en línea
- 1815. Memoria sull'introduzione del lichene islandese come alimento in Italia. Ed. Fracasso. 100 pp.en línea
- giuseppe Marzari-Pencati, giuseppe Dembsher. 1823. Lettera Geologica Diretta a Giuseppe Dembsher: Una Fra Gli Estensori Della Gazzetta Privilegiata Di Venezia. Ed. de 2010: BiblioBazaar. 112 pp. ISBN 1-141-51007-3
- 1833. Allegati geognostici. Ed. tip. Picutti. 62 pp.

- La abreviatura «Marz.-Penc.» se emplea para indicar a Giuseppe Marzari-Pencati como autoridad en la descripción y clasificación científica de los vegetales.[2]